# Saison 10 de Smallville
Chronologie
Saison 9 Saison 11
Cet article présente le guide des épisodes de la dixième et dernière saison du feuilleton télévisé Smallville.

## Distribution

### Acteurs réguliers
- Tom Welling (VF : Tony Marot) : Clark Kent / Clark Luthor / Superman
- Erica Durance (VF : Véronique Desmadryl) : Loïs Lane
- Cassidy Freeman (VF : Laurence Dourlens) : Tess Mercer / Lena Luthor (17 épisodes)
- Justin Hartley (VF : Martial Leminoux) : Oliver Queen / L'Archer Vert (17 épisodes)
- Allison Mack (VF : Edwige Lemoine) : Chloe Sullivan (9 épisodes). Attention, compte tenu de son absence partielle, deux génériques ont été créés. On peut donc constater qu'à l'exception de ses apparitions en caméo (scènes coupées dans Le Projet Cadmus), elle n'apparaît que dans les épisodes où elle est créditée au générique).

### Acteurs récurrents et invités
- Michael Rosenbaum (VF : Damien Ferrette) : Lex Luthor[1] (1 épisode)
- John Glover (VF : Pierre Dourlens) : Lionel Luthor (4 épisodes)
- Annette O'Toole (VF : Brigitte Virtudes) : Martha Kent (2 épisodes)
- John Schneider (VF : Patrick Béthune) : Jonathan Kent (4 épisodes)
- Laura Vandervoort (VF : Barbara Beretta) : Kara-El / Supergirl (2 épisodes)
- Callum Blue (VF : Vincent Ropion) : General Zod (1 épisode)
- Aaron Ashmore (VF : Stéphane Pouplard) : Jimmy Olsen (1 épisode)
- Alessandro Juliani (VF : Sébastien Finck) : Emil Hamilton (5 épisodes)
- Ted Whittall (en) (VF : Tony Joudrier) : Rick Flag (5 épisodes)
- Keri Lynn Pratt (VF : Ariane Aggiage) : Cat Grant (4 épisodes)
- Terence Stamp (VF : Michel Ruhl) : Voix de Jor-El (4 épisodes)
- Lori Triolo (VF : Dorothée Jemma) : Lieutenant Trotter (3 épisodes)
- Steve Byers (VF : Jean-François Cros) : Desaad (3 épisodes)
- Christine Willes (VF : Marie-Martine) : Granny Goodness (3 épisodes)
- Michael Daingerfield (en) (VF : Pascal Germain) : Gordon Godfrey (3 épisodes)
- Bradley Stryker (VF : Laurent Larcher) : Deadshot (2 épisodes)
- Michael Hogan (VF : Michel Voletti) : Slade Wilson (2 épisodes)
- Alaina Huffman (VF : Laura Préjean) : Dinah Lance / Black Canary (2 épisodes)
- Britt Irvin (VF : Jessica Barrier) : Courtney Whitmore / Stargirl (2 épisodes)
- Michael Shanks (VF : William Coryn) : Carter Hall / Hawkman (2 épisodes)
- Michael McKean (VF : Richard Leblond) : Perry White (1 épisode)
- James Marsters (VF : Serge Faliu) : Milton Fine / Brainiac (1 épisode)
- Alan Ritchson (VF : Aurélien Wiik) : Arthur Curry / Aquaman (1 épisode)
- Serinda Swan (VF : Laëtitia Lefebvre) : Zatanna Zatara (1 épisode)
- Phil Morris (VF : Lionel Henry) : John Jones (J'onn J'onzz) / Martian Manhunter (1 épisode)
- Helen Slater (VF: Clara Borras) : Lara-El, la mère de Clark (1 épisode)
- Julian Sands  (VF : Thierry Ragueneau) : Jor-El, le père de Clark (1 épisode)

## Épisodes

### Épisode 1:Le Projet Cadmus
- États-Unis : 24 septembre 2010[2]
- France : 
  - 6 mai 2011 sur TF6
  - 2 juillet 2012 sur W9
- Belgique : 28 janvier 2012 sur La deux
- Suisse : 30 janvier 2012 sur TSR2
- Québec : 13 février 2012 sur VRAK.TV

- Terence Stamp (voix de Jor-El)
- John Schneider (Jonathan Kent)
- Jakob Davies (Alexander Luthor)
- Mackenzie Gray (clone de Lex Luthor)
- Ted Whittal (Rick Flag)
- Alessandro Juliani (Emil Hamilton)

Après sa chute, Clark se retrouve dans un monde entre la vie et la mort. Cet endroit ressemble à un champ de maïs, dans lequel Clark découvre l'endroit où il avait été attaché sur une croix par les joueurs de football du lycée, et de laquelle Lex l'avait détaché 10 ans plus tôt. Jor-El lui dit qu'il a échoué dans sa mission. Clark voit une tombe portant son nom et la brise. Il aperçoit la silhouette de Lex derrière lui.
À ce moment, Loïs enlève la lame de kryptonite bleue de son corps et assiste, cachée, à la guérison instantanée de Clark. Elle continue de trouver des indices sur le secret de Clark en consultant des articles de La Torche. Chloé, quant à elle, utilise le casque de Kent Nelson pour retrouver Oliver qui est séquestré et torturé. Elle informe également Clark pour le laboratoire Cadmus. 
Tess, qui a ressuscité et qui s'est réveillée dans le laboratoire Cadmus, découvre avec effroi des clones que Lex Luthor avait créés pour se guérir. Elle y est retenue prisonnière jusqu'à l'arrivée de Clark. Elle l'informe alors qu'un des clones de Lex a tué tous les autres et lui demande de le rejoindre dans le champ de Lawson où il détient Lois en l'attachant sur la même croix où Clark avait été attaché. Ce clone a tous les souvenirs de Lex et a une durée de vie limitée.
Clark retrouve le clone qui lui indique avant de mourir qu'il doit faire un choix entre sauver Loïs du feu ou le Daily Planet d'une explosion provoquant la chute du globe situé sur le toit. Clark arrive cependant à temps pour sauver tout le monde. Il en parle ensuite à Jor-El à la Forteresse. Celui-ci lui fait remarquer sa vanité et affirme qu'il s'était trompé dans son jugement en pensant qu'il serait le héros de la Terre. Il décide d'abandonner Clark à son sort et la Forteresse s’éteint.
Un échange a lieu entre Oliver et Chloé. Elle prend sa place en tant que prisonnière. De son côté, Clark voit Jonathan Kent à la ferme qui le prévient que quelque chose d'obscur arrive. 
- Cet épisode reprend là où s'est terminé le dernier épisode de la saison 9. Il s'agit donc de la 2e partie de l'intrigue.
- Tous les personnages principaux apparaissent dans cet épisode.
- Il s'agit de la meilleure audience depuis l'épisode final de la huitième saison.
- On remarque une incohérence, lorsque Clark tombe de l’immeuble avec la kryptonite bleu, son crâne aurait dû être fracassé vu que tous ses pouvoirs ont disparu.
- S'il avait déjà été brièvement entre-aperçu en effet numérique dans des visions du futur de la Saison 3 ou en reflet dans l'œil de Clark Kent dans l'épisode précédent, c'est ici la première fois qu'une réplique tangible du célèbre costume de Superman apparait physiquement sur le tournage, et il s'agit de la même réplique que celle de Brandon Routh dans le film Superman Returns. Cependant, elle ne sera jamais portée par Tom Welling.
- On entend la chanson One More Day de VAST, également dans l'épisode 15 de la saison 7

### Épisode 2:Les Amants Maudits
- États-Unis : 1er octobre 2010
- France : 
  - 6 mai 2011 sur TF6
  - 2 juillet 2012 sur W9
- Belgique : 28 janvier 2012 sur La deux
- Suisse : 31 janvier 2012 sur TSR2
- Québec : 20 février 2012 sur VRAK.TV

- Keri Lynn Pratt (Cat Grant)
- Bradley Stryker (Floyd Lawton / Deadshot)
- Jessica Parker Kennedy (Bette Sans Souci / Plastique)
- Ted Whittall (Rick Flag)
- Michael Shanks (Carter Hall / Hawkman)

Cat Grant a remplacé Lois au Daily Planet. Ils sont ensuite victimes d'une tentative d'assassinat orchestrée par Deadshot, mais Clark arrive à extraire Cat de la voiture avant qu'elle n'explose. Clark dit à Cat de se cacher au Talon. Elle y rencontre Oliver qui comprend que le lieu où Chloé est retenue se trouve dans le téléphone de Cat. Tess aide Clark à identifier l'assassin. Celui-ci est en train de fabriquer une nouvelle balle au nom de Clark Kent. Cat explique les raisons de sa dissimulation d'identité à Clark, qui comprend ensuite grâce à Tess que c'est lui la véritable cible de Deadshot. Ce dernier a retrouvé Cat, mais Clark arrive à la sauver à temps (la balle s'écrase sur son épaule). Deadshot sort ensuite de prison grâce à la Suicide Squad. Des balises GPS ont été placées sur Clark, Carter et Oliver.
De son côté, Lois arrive en Égypte et y rencontre Carter Hall, que Clark a envoyé pour veiller sur elle. Il lui raconte son histoire et celle de sa femme Shayera. Il discute ensuite avec elle de son histoire avec Clark, et la rassure en lui disant que Clark aura besoin d'elle pour devenir un grand héros.
- Chloé n'apparaît pas dans cet épisode.

### Épisode 3:Supergirl
- États-Unis : 8 octobre 2010
- France : 
  - 6 mai 2011 sur TF6
  - 9 juillet 2012 sur W9
- Suisse : 1er février 2012 sur TSR2
- Belgique : 11 février 2012 sur La deux
- Québec : 27 février 2012 sur VRAK.TV

- Laura Vandervoort (Kara Kent/Supergirl)
- Michael Daingerfield (VF : Pascal Germain) (Gordon Godfrey)
- Allison Mack (Chloé Sullivan, non créditée)

L'épisode commence sur un flash-back : Darkseid prend possession du corps de Gordon Godfrey.
Trois semaines plus tard, Lois retourne à Metropolis et redevient la partenaire de Clark. Alors que Gordon Godfrey fait la promotion de son livre où il s'attaque aux super-héros, Kara est de retour sur Terre et sauve le public présent. Elle annonce à Clark qu'elle revient en tant que super-héroïne sur mission de Jor-El pour combattre « une force obscure », qui contrôle Godfrey.
Loïs rencontre ensuite Godfrey et ce dernier lui dit qu'il va révéler l'identité de l'Archer Vert. Elle prévient Oliver que Godfrey est au courant pour son secret. Elle prend ensuite la place du chauffeur de Godfrey pour connaître ses activités.
Kara va ensuite contre la volonté de Jor-El en tentant d'apprendre à Clark à voler, mais ce dernier échoue car il n'a pas assez confiance en ses pouvoirs.
- Lois emploie le terme de Supergirl pour désigner Kara. C'est bien sûr une référence à l'univers DC comics.
- Chloé n'est pas créditée au générique mais y fait une apparition caméo. La scène est en fait une scène coupée  de la fin de l’épisode " Icare" de la saison 9, transformée en flashback pour cet épisode.
- Tess n'apparaît pas dans cet épisode.

### Épisode 4:Voyage initiatique
- États-Unis : 15 octobre 2010
- France : 
  - 13 mai 2011 sur TF6
  - 9 juillet 2012 sur W9
- Suisse : 2 février 2012 sur TSR2
- Belgique : 11 février 2012 sur La deux
- Québec : 5 mars 2012 sur VRAK.TV

- James Marsters (Brainiac 5)
- Chad E. Donella (Greg Arkin)
- Allison Mack (Chloé Sullivan)
- John Glover (Lionel Luthor)
- John Schneider (Jonathan Kent)
- Annette O'Toole (Martha Kent)

Clark, après avoir combattu Godfrey, s'est rendu compte de la part d'ombre qu'il possédait. À cause de cela, il ne se sent plus capable d’être un héros et va s'exiler à la ferme où le retrouve Lois un peu plus tard. Elle lui propose d'aller à la réunion d'anciens élèves du lycée de Smallville. Pendant le bal, Brainiac intervient grâce à l'anneau de la Légion à laquelle il appartient désormais et emmène Clark dans le passé pour lui montrer dans quelles circonstances a eu lieu la mort de Jonathan, puis dans le présent pour lui montrer comment Oliver gère la révélation de sa double-identité, et enfin le futur pour lui montrer sa vie en tant que Superman.
Après ces voyages dans le temps, Greg Arkin, un ancien kryptomonstre redevenu humain, demande à Lois de remercier Clark pour l'avoir remis dans le droit chemin. Il y a également un jeune lycéen et une jeune lycéenne qui ont repris la torche mais sous forme numérique, et reçoivent un message de la part de Chloé qui les remercie de prendre soin de la torche.
- Cet épisode est le 200e de la série. Il marque la réapparition de plusieurs personnages lors de flash-backs.
- La musique lors de la scène du bal entre Lois et Clark ("Everything" de Lifehouse) fait référence au premier épisode de la 1re saison avec Lana.
- Chloé n'apparaît pas directement dans cet épisode, cependant, l'épisode nous montre qu'un message a été envoyé par ses soins à deux étudiants qui s'occupent de la Torche, ceci laissant supposer que Chloé est vivante et en sécurité.
- C'est la première fois que Clark et Loïs s'avouent leurs sentiments.
- On peut voir le mot "RAKNID" (Le "R" en anglais se dit "AR" donc prononcer cela donne Arachnide) sur la plaque de la voiture de Greg Arkin, c'est un jeu de mots sur le fait qu'il ait les mêmes capacités que les insectes.
- Tess n'apparaît pas dans cet épisode.

### Épisode 5:Un amour de Flou
- États-Unis : 22 octobre 2010
- France : 
  - 13 mai 2011 sur TF6
  - 16 juillet 2012 sur W9
- Suisse : 3 février 2012 sur TSR2
- Belgique : 18 février 2012 sur La deux
- Québec : 12 mars 2012 sur VRAK.TV

- Keri Lynn Pratt (Cat Grant)
- Jakob Davis (Alexander Luthor)
- Erica Cerra (Adrianna)

Lois a décidé d'annoncer à Clark qu'elle connait son secret, pendant que Clark a décidé de le lui dévoiler.
De nouveau en couple, ils voient un nouvel élément débarquer dans leur quotidien au Daily Planet : la journaliste Cat Grant, que Clark connaissait déjà. Lois met un collier qui a appartenu à Isis et cette dernière prend alors possession de son corps. Elle va voler le cœur d'Osiris dans le but de le ramener à la vie. Cat va la surprendre, mais Clark l'éloigne avant qu'elle ne puisse avoir des photos de Lois. Il est ensuite capturé par Isis qui tente de lui arracher le cœur, mais Green Arrow intervient à temps et détache le collier de Lois. Tess Mercer, alertée par Cat, qui croyait que Lois était le Flou, est allée auparavant à la Tour de Guet pour aider les deux héros, et elle a découvert que la lumière du soleil pouvait la renvoyer dans le collier. Clark simule ainsi le rayonnement du soleil grâce à sa vision thermique et emprisonne Isis dans le collier.
Cette aventure a permis à Tess Mercer de retrouver la confiance de Clark et d'Oliver, qui lui proposent de remplacer Chloé à la Tour de Contrôle; on voit ensuite Tess dans une scène émouvante avec le jeune Alexander, qui grandit à grande vitesse.
- Clark révèle son secret à Loïs. C'est la première fois que tous les membres du générique sont au courant du secret de Clark.
- Lors de la scène où Lois saisit une dague on peut voir une plaque avec écrit Dagger of Teth-Adam Kahndaq c'est une référence au premier Shazam connut sous le nom de Black Adam.
- Chloé n'apparaît pas dans cet épisode.

### Épisode 6:Les Récoltes du Mal
- États-Unis : 29 octobre 2010
- France : 
  - 20 mai 2011 sur TF6
  - 16 juillet 2012 sur W9
- Suisse : 6 février 2012 sur TSR2
- Belgique : 18 février 2012 sur La deux
- Québec : 19 mars 2012 sur VRAK.TV

- Connor Stanhope (Alexander Luthor)
- Bella King (VF : Catherine Privat) (Charlotte)
- Sandy Robson (Agent S. Ellis)
- Lexa Doig (Dr Christina Lamell)
- Merrilyn Gann (mère de Charlotte)
- Ron Lea (père de Charlotte)

Clark et Lois sont envoyés à la campagne par Tess quand les pneus de leur voiture éclatent. Une jeune fille les accueille et prend Lois avec elle pendant que Clark part faire réparer ses pneus. Il s'avère cependant que tous ceux qui habitent cet endroit sont affectés par la kryptonite bleue, ce qui leur a permis de ne jamais tomber malades, mais ils annulent du même coup les pouvoirs de Clark quand ce dernier s'approche d'eux. Lois est finalement enfermée par les habitants du village, qui veulent la sacrifier.
Clark tente d'intervenir sans ses pouvoirs, mais il est lacéré par une faux et est enterré dans un champ. Il constate alors que s'il est assez loin des habitants, il retrouve ses pouvoirs. Il sauve Lois in extremis et se brûle à sa place; Lois demande aux gens de reculer, prétendant que Clark est un dieu, ce qui leur permet de quitter les lieux.
- Cet épisode est notamment consacré à l’apprentissage de Loïs sur les forces et les faiblesses de Clark.
- La trame de l'épisode est similaire au film Le Dieu d'osier.
- Oliver et Chloé n'apparaissent pas dans cet épisode.

### Épisode 7:Code d'honneur
- États-Unis : 5 novembre 2010
- France : 
  - 20 mai 2011 sur TF6
  - 23 juillet 2012 sur W9
- Suisse : 7 février 2012 sur TSR2
- Belgique : 25 février 2012 sur La deux
- Québec : 26 mars 2012 sur VRAK.TV

- Michael Ironside (VF : Jean-Pierre Moulin) (Sam Lane)
- Peyton List (VF : Olivia Luccioni) (Lucy Lane)
- Ted Whittall (VF : Tony Joudrier) (Rick Flag)
- Elias Toufexis (VF : Tanguy Goasdoué) (lieutenant de Rick Flag)

Loïs et Clark semblent filer le parfait bonheur alors que le Général Lane et Lucy débarquent à la ferme des Kent pour Thanksgiving. Loïs supplie Clark d'être patient envers son père, qui voudra le tester.
Parallèlement, Oliver revient à la Tour de Contrôle blessé, Tess le soigne et découvre que Clark et lui portent un traceur sous leur épiderme. A la ferme, le général montre son hostilité envers les Justiciers et ouvre rapidement une enquête sur Clark sur lequel il a des doutes; Flag lui fournit en outre des photos où l'on peut voir Clark discuter avec Kara.
Tess, Oliver et Clark comprennent que ceux qui les ont marqué n'en ont pas après eux mais après le Général Lane. Clark arrive cependant à temps et fait changer l'avis du général par rapport à l'importance des héros masqués en sauvant Loïs du missile que Flag avait tiré. Ce dernier est persuadé qu'il faut supprimer tous les dignitaires partisans de la loi de recensement des Justiciers.
- Le Talon est définitivement détruit.
- Chloé n'apparaît pas dans cet épisode.

### Épisode 8:L'oiseau bleu
- États-Unis : 12 novembre 2010
- France : 
  - 27 mai 2011 sur TF6
  - 23 juillet 2012 sur W9
- Suisse : 8 février 2012 sur TSR2
- Belgique : 25 février 2012 sur La deux
- Québec : 2 avril 2012 sur VRAK.TV

- Julian Sands (VF : Thierry Ragueneau) (Jor-El)
- Helen Slater (Lara-El)
- Christine Willes (Granny Goodness)
- Michael Daingerfield (VF : Pascal Germain) (Gordon Godfrey)
- Steve Byers (Desaad)
- Lindsay Hartley (Mad Harriet)
- Teri Hatcher (VF : Claire Guyot) (Ella Lane, la mère de Loïs)

Tess fait un cauchemar : elle est petite fille, fuyant un danger. Le cauchemar se termine lorsqu'elle est emportée par une femme, tandis qu'une boîte à musique reste sur le sol. Tess se réveille en sursaut et trouve cette boîte posée sur la table basse dans la bibliothèque du manoir des Luthor.
La même nuit, une discussion a lieu entre Clark et Lois : le père de cette dernière lui a laissé des affaires appartenant à sa mère. Clark doit cependant prendre son tour de garde dans Metropolis et rejoint Tess à la Tour de Guet. Ils identifient Granny Goodness comme étant la femme du rêve de Tess, mais aussi la directrice de l'orphelinat que Tess a fréquenté pendant son enfance.
Pendant ce temps, Lois visionne une cassette que lui a laissée sa mère.
Clark et Tess se rendent à l'orphelinat, où Granny les accueille; Clark entend cependant des gémissements. Il libère une petite fille, mais est ensuite capturé par les Furies à cause de la kryptonite présente sur place.
Tess apprend finalement que c'est Granny Goodness qui l'a sauvé à la fin de la saison 9, lorsqu'elle est morte des brûlures infligées par Zod. Elle lui révèle qu'elle veut lui faire un lavage de cerveau.
Lois trouve la clé permettant de se rendre à la Forteresse de solitude. Elle s'adresse à Jor-El sans obtenir de réponse, tandis que Granny enferme Tess et que Clark est torturé. Il parvient cependant à s'échapper, sauve Tess, puis rejoint Lois à la Forteresse. Un message de Jor-El et Lara avant la destruction de Krypton lui est alors communiqué.
Une réunion a lieu entre Godfrey, Granny et une troisième personne nommée Desaad, le propriétaire du club échangiste où est allé Godfrey auparavant. Il affirme que l'être qu'ils servent tous les trois, Darkseid, se rapproche de plus en plus.
Lois décide de s'installer à la ferme avec Clark, et cache sa future robe de mariée qu'elle retrouve dans les affaires laissées par sa mère, tandis que Clark dissimule une bague de fiançailles.
- Les mots Somebody Save Me sont écrits sur un mur dans l'ancienne chambre de Tess à l’orphelinat. Il s'agit d'un clin d'œil : ces mots composent le titre de la chanson du générique de Smallville.
- Loïs va pour la première fois dans la forteresse.
- Teri Hatcher a joué le rôle de Loïs Lane dans la série Loïs et Clark : Les Nouvelles Aventures de Superman, tandis qu'Helen Slater a joué Kara dans le film Supergirl de Jeannot Szwarc (qui lui-même réalise des épisodes de Smallville).
- Oliver et Chloé n'apparaissent pas dans cet épisode.

### Épisode 9:L'Oméga
- États-Unis : 19 novembre 2010
- France : 
  - 27 mai 2011 sur TF6
  - 30 juillet 2012 sur W9
- Suisse : 9 février 2012 sur TSR2
- Belgique : 3 mars 2012 sur La deux
- Québec : 9 avril 2012 sur VRAK.TV

- Alan Ritchson (VF : Aurélien Wiik) (Arthur Curry/Aquaman)
- Michael Hogan (VF : Michel Voletti) (Slade Wilson)
- Elena Satine (Mera, femme d'Aquaman)
- Alessandro Juliani (Emil Hamilton)

- La symbiose entre Aquaman et Mera est une leçon pour le futur couple Clark/Loïs[réf. nécessaire].
- Chloé n'apparaît pas dans cet épisode.

### Épisode 10:La Boîte à Miroirs
- États-Unis : 3 décembre 2010
- France : 
  - 3 juin 2011 sur TF6
  - 30 juillet 2012 sur W9
- Suisse : 10 février 2012 sur TSR2
- Belgique : 3 mars 2012 sur La deux
- Québec : 16 avril 2012 sur VRAK.TV

John Glover (VF : Pierre Dourlens) (Lionel Luthor)
Tess reçoit une boîte kryptonienne qui appartenait à son père biologique Lionel Luthor. Clark contacte Tess. Elle le rejoint au labo Cadmus. Clark s'aperçoit que Tess a menti à propos d'Alexander et qu'elle l'a hébergé. Il active la boîte que Tess avait emporté avec elle.
Il se retrouve au manoir des Luthor où il retrouve Lionel qui est son père adoptif. Clark et Lionel s'affrontent avec des épées composées de kryptonite bleue. Clark se rend ensuite à la ferme où Tess Luthor l'attend. Elle lui apprend qu'il est dans un monde parallèle, une réalité alternative où Lionel a retrouvé Clark dans le champ de maïs avant les Kent. Dans cet univers, Clark Luthor est Ultraman, le meurtrier de Lex, Lois et Oliver sont fiancés et tous les deux détestent Clark et Lionel. Clark doit veiller à ce que Lionel ne découvre pas qu'il n'est pas son fils tout en essayant de comprendre comment revenir sur terre où Clark Luthor a été transporté à sa place. Les rues de Métropolis sont gangrenées par le crime et contrôlées par Lionel. Pendant ce temps, Clark Luthor a débarqué dans le monde de notre héros, retrouve Tess au Daily Planet et agresse Lois et Tess à la Tour de Guet. Il exige la boîte à miroirs, afin de la détruire pour ne pas avoir à retourner dans son monde, ou il tuera Tess.
- Ultraman, dans les comics, est l'équivalent de Superman dans un univers parallèle où les valeurs de bien et de mal sont inversés. Il est le chef du Syndicat du Crime, l'opposé de la Ligue de Justice.
- Chloé n'apparaît pas dans cet épisode.

### Épisode 11:La Bague au Doigt
- États-Unis : 10 décembre 2010
- France : 
  - 3 juin 2011 sur TF6
  - 6 août 2012 sur W9
- Suisse : 13 février 2012 sur TSR2
- Belgique : 10 mars 2012 sur La deux
- Québec : 23 avril 2012 sur VRAK.TV

- Keri Lynn Pratt (VF : Ariane Aggiage) (Cat Grant)
- Alaina Huffman (VF : Laura Préjean) (Black Canary)
- Britt Irvin (VF : Jessica Barrier) (Stargirl)
- Alessandro Juliani (Emil Hamilton)
- Michael Shanks (VF : William Coryn) (Hawkman)
- Michael Hogan (VF : Michel Voletti) (Slade Wilson)
- Allison Mack (Chloé Sullivan, non-créditée)

Clark et Loïs se fiancent. Ils sont invités à une soirée organisée par leurs amis à la Tour de Guet. La loi sur l'enregistrement des justiciers fait ses effets et les choses prennent une mauvaise tournure après que l'Archer Vert ait tenté d'arrêter une agression : il est attaqué par des citoyens qui considèrent désormais que les justiciers n'ont pas leur place à Metropolis. Clark découvrira plus tard que les civils qui ont attaqué Oliver étaient tous marqués par un symbole des ténèbres. Carter Hall et Stargirl reviennent pour aider Clark à faire face au retour de Slade Wilson qui a fait convoquer Lois, Tess et Emil pour les faire interroger par sa milice.
- Tous les personnages principaux apparaissent dans l'épisode.
- L'épisode fait référence au mythe grec d'Icare. Icare est ici représenté par Hawkman, qui chute du LuthorCorp Plaza, les ailes en feu.
- Chloé n'est pas créditée au générique mais, de même que dans l'épisode Supergirl, y fait une apparition caméo. La scène est en fait une scène coupée de l'épisode Le projet Cadmus, transformée en flashback pour cet épisode. On peut d'ailleurs remarquer que l'épisode commence avec Clark devant une bijouterie nommée Cameo Jewelers.
- Une référence a Zorro est faite : l'officier demandant a Cat si elle avait vu Loïs Lane s'appelle Sergent Garcia.

### Épisode 12:Avatars
- États-Unis : 4 février 2011[14]
- France : 
  - 6 juin 2011 sur TF6
  - 6 août 2012 sur W9
- Suisse : 14 février 2012 sur TSR2
- Belgique : 10 mars 2012 sur La deux
- Québec : 30 avril 2012 sur VRAK.TV

- Alaina Huffman (VF : Laura Préjean) (Black Canary)
- Ted Whittall (VF : Tony Joudrier) (Rick Flag)
- Bradley Stryker (Deadshot)
- Lori Triolo (Trotter)

L'épisode commence à la ferme des Kent sur Lois passant des coups de fil pour essayer de retrouver Clark. Celui-ci arrive et annonce qu'il n'a plus ses pouvoirs. Il est pris de vertiges et on voit Chloé en train de le torturer. Il se rend ensuite à la Tour de Guet où il rencontre Dinah qui lui dit qu'elle aussi a perdu ses pouvoirs.
Clark retrouve Oliver qui a été interné dans un hôpital avec une camisole de force. Après le départ de Clark, Chloé arrive en traversant le mur et explique qu'ils ont été enfermés dans un monde virtuel. Ils s'enfuient de l'hôpital.
Lois, Clark et Dinah sont au Daily Planet en train de regarder la fuite d'Oliver et Chloé grâce aux enregistrements d'une caméra de vidéo surveillance.
Chloé explique qu'elle a créé un passage pour revenir dans le monde réel : il faut sauter du toit du Planet. Elle s'élance avec Oliver et ils disparaissent, mais Clark n'y va pas, ne réussissant pas à lui faire confiance. Oliver se réveille dans un labo où se trouvent Chloé, Rick Flag et Deadshot. Dans le monde virtuel, après un combat, Chloé convainc également Dinah de la suivre.
Trotter arrive et assomme Chloé, puis reprogramme l'avatar de Chloé pour que Clark ne rentre pas. En s'alliant, Rick Flag, Deadshot, Oliver et Dinah arrivent à libérer Chloé.
- C'est le retour de Chloé. Elle aura été absente pendant dix épisodes. C'est la plus longue absence, pour un personnage faisant partie de la distribution régulière, de toute l'histoire de Smallville.
- Clark volera pour la première fois grâce à Loïs, mais dans un monde virtuel.
- Cet épisode fait de nombreuses références à la trilogie Matrix.
- Pour cette deuxième partie de saison, il y a une baisse assez sensible du taux d'audience[réf. nécessaire].
- Tess n’apparaît pas dans cet épisode.

### Épisode 13:Un pas vers la lumière
- États-Unis : 11 février 2011
- France : 
  - 10 juin 2011 sur TF6
  - 13 août 2012 sur W9
- Suisse : 15 février 2012 sur TSR2
- Belgique : 24 mars 2012 sur La deux
- Québec : 7 mai 2012 sur VRAK.TV

- Annette O'Toole (Martha Kent)
- John Glover (Lionel Luthor)
- Lucas Grabeel (Alexander Luthor)

Lionel Luthor est de retour et veut reformer une vraie famille avec Tess et le clone de Lex. La sénatrice Martha Kent fait partie d'un groupe contre la Loi Anti-Héros; lors d'un discours elle se fait tirer dessus avec des balles en kryptonite, mais son gilet pare-balles les arrête. Cette tentative de meurtre avait donc pour but de tuer Clark. Lionel Luthor trouve la planque d'Alexander et se rend compte que c'est lui qui a tiré. Clark s'en rend compte à son tour et essaye de retrouver Alexander avec l'aide de Tess. Oliver se rend ensuite à LuthorCorp où il retrouve Lionel et Alexander. Lionel emmène ensuite Alexander au manoir où il rencontre Martha.
Persuadé qu'il est trop tard pour devenir gentil, Alexander assomme Martha et Lionel dans le manoir auquel il a mis le feu et se rend à la ferme des Kent où il pointe son arme aux balles de kryptonite sur Clark et Tess, qui essayent de le raisonner. Ils y parviennent finalement. Clark sauve ensuite Martha et Lionel mais laisse le manoir brûler. Lois et Chloé montrent à Clark des vidéos de gens qui défendent le Flou. Finalement, le vote pour supprimer la Loi Anti-Héros passe.
- À la fin, on peut voir des vidéos destinées au Flou, faites par de réels fans de la série Smallville.
- Le manoir des Luthor est définitivement détruit.
- Tous les personnages principaux apparaissent dans cet épisode.

### Épisode 14:Les 7 péchés capitaux
- États-Unis : 18 février 2011
- France : 
  - 10 juin 2011 sur TF6
  - 13 août 2012 sur W9
- Suisse : 16 février 2012 sur TSR2
- Belgique : 24 mars 2012 sur La deux
- Québec : 14 mai 2012 sur VRAK.TV

Steve Byers (Desaad)
Lois dit à Clark qu'il devrait porter un déguisement pour ne pas être reconnu lorsqu'il part en patrouille. Pendant ce temps, alors que Chloé et Oliver dînent en ville, ils reçoivent un appel d'une jeune femme paniquée, en train d'examiner de nombreux cadavres, qui est ensuite capturée par Desaad.
Clark s'inquiète encore plus pour son identité lorsqu'une de ses connaissances lui dit avoir eu l'impression de le reconnaître lors de l'un de ses sauvetages à Londres - et plus encore lorsqu'il le rattrape d'une main alors que le jeune homme était tombé dans un trou. Alors qu'Oliver et Chloé se rendent compte que leurs ravisseurs étaient en réalité des agents du FBI, Chloé est enlevée par Desaad. Clark et Oliver s'aperçoivent que les corps retrouvés étaient en fait des victimes de Desaad qui a tenté de poser sa marque Omega; seulement elles ne l'ont pas supporté.
Desaad essaie de tenter Chloé par les sept péchés capitaux en lui montrant Clark qui tente de la séduire (luxure), Oliver qui lui propose de renier leur vie de héros (paresse), Loïs qui tente de lui faire admettre qu'elle jalouse sa vie avec Clark (envie) et lui-même qui tente de la pousser à le tuer (colère). Chloé parvient cependant à résister et est secourue par Clark. Oliver arrive plus tard, mais il tombe sur Desaad, qui lui dit qu'elle est morte. Fou de rage, Oliver frappe violemment Desaad jusqu'à ce que Clark le rassure, mais le mal est fait : à la fin de l'épisode, on se rend compte qu'Oliver est marqué par le symbole Oméga, le signe qu'il est possédé par Darkseid.
- Chloé est torturée dans le club fétichiste dirigé par Desaad. Il s'agit du même club dans lequel Loïs prenait des photos compromettantes de Gordon Godfrey.
- Tess n'apparaît pas dans cet épisode.

### Épisode 15:Nuit d'ivresse
- États-Unis : 25 février 2011
- France : 
  - 13 juin 2011 sur TF6
  - 20 août 2012 sur W9
- Suisse : 17 février 2012 sur TSR2
- Belgique : 31 mars 2012 sur La deux
- Québec : 21 mai 2012 sur VRAK.TV

- Alessandro Juliani (Emil Hamilton)
- James Kidnie (Amos Fortune)

- Tous les personnages principaux apparaissent dans cet épisode.
- Chloé et Oliver se marient et déménagent à Star City.
- Cet épisode parodie le film Very Bad Trip.
- Chloé raconte à Clark une partie de son voyage à travers le monde avant de revenir à Metropolis. Elle a rencontré d'autres héros, dont un milliardaire avec des jouets de haute technologie (Batman) et une Wonder Woman avec un lasso aux propriétés magiques.
- On apprend que Tess Mercer et Dr Hamilton ont eu une aventure ensemble.
- On peut penser qu'il fait référence à Doctor Who quand Clark arrive avec le petit singe et le nomme "The Doctor", Chloé lui demande tout de suite Who?.

### Épisode 16:Le Clone
- États-Unis : 4 mars 2011
- France : 
  - 16 juin 2011 sur TF6
  - 20 août 2012 sur W9
- Suisse : 20 février 2012 sur TSR2
- Belgique : 31 mars 2012 sur La deux
- Québec : 28 mai 2012 sur VRAK.TV

- John Glover (Lionel Luthor)
- Lucas Grabeel (Alexander Luthor / Conner Kent)
- Lexa Doig (Dr Christina Lamell)

- Lois affirme que Conner est plus puissant qu'une locomotive : il s'agit là d'une nouvelle référence au dessin animé de Max Fleischer dont l'accroche était : « Faster than a speeding bullet ! More powerful than a locomotive ! Able to leap tall building in a single bound ! » que l'on peut traduire par plus rapide qu'une balle de revolver, plus puissant qu'une locomotive, capable de sauter par-dessus de grands immeubles d'un simple bond.
- Conner détruit la kryptonite à l'aide de la vision thermique, or dans l'épisode 17 de la saison 4, la kryptonite chauffé par la vision thermique deviens de la kryptonite noire
- Oliver et Chloé n'apparaissent pas dans cet épisode.

### Épisode 17:L'Autre Dimension
- États-Unis : 15 avril 2011
- France : 
  - 16 juin 2011 sur TF6
  - 27 août 2012 sur W9
- Suisse : 23 février 2012 sur TSR2
- Belgique : 14 avril 2012 sur La deux
- Québec : 4 juin 2012 sur VRAK.TV

- John Schneider (Jonathan Kent)
- Alessandro Juliani (Emil Hamilton)
- Terence Stamp (voix de Jor-El)

L'épisode commence par une conversation entre Clark et Lois au Daily Planet. Au même moment, Clark Luthor réapparaît à la ferme. Lorsque Clark Kent se rend dans sa grange, il aperçoit la boîte à miroirs, qu'il pensait avoir détruite. C'est en apercevant son double maléfique qu'il se rend compte que ce n'est pas la sienne. Clark Luthor active la boîte et renvoie Clark Kent dans l'autre monde.
Clark Kent se retrouve alors dans le monde parallèle et se heurte à une Lois Queen en colère de découvrir le meurtrier de son mari Oliver à son enterrement. C'est alors que Jonathan Kent arrive et fait un scandale à l'enterrement, reprochant à Oliver de lui avoir pris ses biens. Pour convaincre Lois qu'il n'est pas celui qu'elle croit, Clark lui rappelle leur discussion sur le toit du Daily Planet. Lois comprend alors qu'il s'agit du bon Clark et lui explique que Ultraman a tué Oliver car ce dernier avait dévoilé son identité au monde entier. Tous les habitants connaissent désormais son secret et veulent le tuer.
Clark se rend à la ferme et rencontre le Jonathan Kent du monde parallèle à qui il explique qu'il vient d'un autre monde où Jonathan et Martha sont ses parents adoptifs. De son côté, Clark Luthor retrouve Lois à leur nouvel appartement, mais cette dernière remarque vite qu'il ne s'agit pas du Clark qu'elle connaît ; il s'en va cependant retrouver Tess au manoir. Lois demande à Emil de l'aider à faire revenir Clark du monde parallèle, tandis que Clark Luthor se rend à la tour de guet pour tenter de trouver Lionel. Comme il n'y parvient pas, il envoie une robe pour Tess au Daily Planet et ils se rendent à l'As des Clubs pour diner dans le but de l'amadouer, puis il l'emmène à LuthorCorp et lui demande de coopérer avec lui afin de retrouver leur père Lionel. Clark Luthor est en effet déterminé à le tuer et tient à faire comprendre à Tess que si elle refuse, il la tuera elle aussi. Au moment où il va la tuer, Clark Kent arrive et l'emmène à la forteresse de solitude, où il dit à Clark Luthor qu'il peut encore changer et faire le bien grâce à ses pouvoirs.
- Jonathan se rend à la fin au numéro 4334, ce qui peut être un clin d'œil au monde miroir car 4334 est un palindrome (il se lit dans les deux sens)

- Oliver et Chloé n'apparaissent pas dans cet épisode.

### Épisode 18:Booster Gold
- États-Unis : 22 avril 2011
- France : 
  - 17 juin 2011 sur TF6
  - 27 août 2012 sur W9
- Suisse : 27 février 2012 sur TSR2
- Belgique : 14 avril 2012 sur La deux
- Québec : 11 juin 2012 sur VRAK.TV

- Eric Martsolf (en) (VF : Guillaume Orsat) (Michael Jon Carter / Booster Gold)
- Jaren Brandt Bartlett (VF : Paolo Domingo) (Jaime Reyes / Blue Beetle)
- Sebastian Spence (VF : Eric Legrand) (Ted Kord)
- Keri Lynn Pratt (VF : Ariane Aggiage) (Cat Grant)

Le Flou doit recevoir les clés de la ville, mais comme Clark ne peut montrer son visage, Lois fait en sorte de le rendre comme il n'est pas : maladroit et timide. Ils croisent le chemin d'un adolescent, Jaime Reyes, qui est exactement dans ce cas. Un inconnu surgit et sauve Jaime d'un accident de voiture : il s'agit de Booster Gold, un homme avec des super-pouvoirs et un ego énorme. Cat Grant tombe sous le charme et cherche à le rencontrer, alors que Booster ne veut voir que Lois.
Clark préfère s'inquiéter de la présence en ville de Ted Kord, qui transportait une arme. Alors que Lois rabroue Booster sous les yeux de Cat, Clark découvre que Kord transportait une arme en forme de scarabée ; il ignore que c'est Jaime qui l'a récupéré par un concours de circonstances. Booster Gold accepte de récupérer l'objet pour Kord, à condition qu'il reçoive les clés de la ville.
Clark découvre finalement la véritable identité de Booster Gold : Michael Carter, un footballeur qui a tout perdu pour avoir triché, qui est venu du futur avec un anneau de la Légion et qui cherche à prendre sa place dans l'histoire. Clark tente de le prévenir des risques, mais Carter l'ignore. Quand l'arme prend possession de Jaime et le transforme en Blue Beetle, Booster ne sait pas comment réagir face à cette menace qu'il ne connait pas. Clark intervient pour sauver Cat, mais au moment où l'armure de Blue Beetle menace de tuer Carter, c'est ce dernier qui convainc Jaime de prendre le contrôle.
- Oliver, Tess et Chloé n'apparaissent pas dans cet épisode.

### Épisode 19:Les Gladiateurs
- États-Unis : 29 avril 2011
- France : 
  - 21 juin 2011 sur TF6
  - 3 septembre 2012 sur W9
- Suisse : 28 février 2012 sur TSR2
- Belgique : 21 avril 2012 sur La deux
- Québec : 18 juin 2012 sur VRAK.TV

Callum Blue (Zod)
Lois et Clark emménagent dans leur nouvel appartement de Métropolis quand Tess les contacte via webcam pour leur apprendre que le général Slade a été retrouvé inconscient dans la rue. Clark se rend à la Tour de Guet, où il retrouve Oliver que Tess a prévenu. Clark veut aller tout seul dans la Zone Fantôme, mais au moment où Tess active le cristal, Oliver se joint à Clark. Ils arrivent au portail créé par Jor-El pour se rendre sur Terre, mais quelqu'un a retiré le cristal permettant son activation. Ils sont ensuite attaqués par des Zoners.
Clark et Oliver sont amenés devant le chef de la Zone : Zod, fantôme du Général ayant récupéré le corps de son clone. Celui-ci raconte à Clark ce qu'il a enduré, ainsi que la mission que Darkseid lui a confié : tuer Clark. Des combats de gladiateurs sont organisés par Zod. Clark doit combattre, il arrive à gagner. Zod exécute le perdant.
Lois comprend que Tess a programmé la destruction du cristal qui bloquerait le passage à jamais.
Zod explique à Oliver qu'il est lui aussi un serviteur de Darkseid, qu'il est marqué du symbole Oméga. Clark et Oliver s'affrontent ensuite; Oliver prend le dessus mais alors qu'il se prépare à tuer Clark, Zod veut s'en charger lui-même. Oliver l'en empêche, tandis que Clark arrache le cristal qui était autour du cou de Zod. Oliver et Clark rentrent ainsi sur Terre, tandis que Zod et sa troupe sont envoyés au fin fond de l'univers.
- Lois et Clark emménagent dans un appartement à Métropolis. C'est une référence aux comics de Superman.
- Oliver est de retour dans cet épisode. Tout au long de l'épisode, il cache la vérité sur lui à ses proches : une preuve qu'il est sous l'influence de Darkseid.
- Chloé n'apparaît pas dans cet épisode.
- On peut reconnaître le casque porté par Russel Crowe dans le film Gladiator dans la 1re scène de combat des gladiateurs.
- À environ 12 minutes, Zod demande à Clark : « quel frère es-tu ? » Caïn ou Abel ; Tom Welling incarnera plus tard Caïn dans la 3e de lucifer.
- Dernière apparition de Callum Blue.

### Épisode 20:L'arc d'Orion
- États-Unis : 6 mai 2011
- France : 
  - 22 juin 2011 sur TF6
  - 3 septembre 2012 sur W9
- Suisse : 29 février 2012 sur TSR2
- Belgique : 21 avril 2012 sur La deux
- Québec : 25 juin 2012 sur VRAK.TV

- Laura Vandervoort (Kara Kent/Supergirl)
- Terence Stamp (voix de Jor-El)
- Britt Irvin (Stargirl)
- Chris Gauthier (Winslow Schott/Toyman)
- Christine Willes (Granny Goodness)

Alors que le mariage approche, Clark présente officiellement Loïs à Jor-El. Celui-ci lui fait un cadeau : il retire ses pouvoirs à Clark pour les donner à Loïs. Malheureusement, Toyman lance à ce moment ses associés sur le Flou, mais il les rappelle quand il aperçoit que Lois a hérité des pouvoirs de Clark et l'envoie elle-même. Clark récupère cependant ses pouvoirs juste à temps. Loïs se rend compte qu'épouser Clark et passer du temps avec lui pendant que son aide est requise serait égoïste : elle décide donc de rompre ses fiançailles...
- Plusieurs méchants apparus au cours des 10 saisons de Smallville apparaissent furtivement.
- Kara fait sa dernière apparition : tout comme dans le dessin animé La Ligue des justiciers, Supergirl part définitivement dans le futur.
- Le cadeau de Jor-El fait référence à celui de la série Loïs et Clark : dans un épisode de la saison 3, Lois récupère en effet les pouvoirs de Clark.
- Chloé n'apparaît pas dans cet épisode.

### Épisodes 21et 22:Superman (Parties 1et 2)
- États-Unis : 13 mai 2011
- France : 
  - 23 juin 2011 sur TF6
  - 10 septembre 2012 sur W9
- Suisse : 1er et 2 mars 2012 sur TSR2
- Belgique : 28 avril 2012 sur La deux
- Québec : 2 juillet 2012 sur VRAK.TV

- Michael Rosenbaum (Lex Luthor)
- John Glover (Lionel Luthor)
- John Schneider (Jonathan Kent)
- Annette O'Toole (Martha Kent)
- Aaron Ashmore (Jimmy Olsen)
- Terence Stamp (voix de Jor-El)
- Steve Byers (Desaad)
- Christine Willes (Granny Goodness)
- Michael Daingerfield (Gordon Godfrey)
- Christopher Judge (voix de Darkseid -non-credité)
- Michael McKean (voix de Perry White- non-credité)[25].

Partie 1 : Tess est confrontée à Granny Goodness, qui tente de la convaincre de se joindre à Darkseid, avant de révéler que la planète Apokolips va venir sur Terre pour tout détruire. Ne faisant pas confiance à Granny, Tess décide de vérifier si Apokolips est dans le système solaire, et découvre qu'Oliver, sous l'emprise de Darkseid, a utilisé la Tour de Contrôle pour mettre les satellites hors ligne afin d'empêcher la détection d'Apokolips. Clark fait face à ses derniers doutes : Martha lui reproche de vouloir tourner la page de sa jeunesse et d'oublier Smallville. Au matin du mariage, il retourne au cimetière où il se confie devant la tombe de son père. Pendant ce temps, Desaad, Godfrey et Granny fournissent à Oliver un anneau en kryptonite dorée pour qu'il le donne à Clark, ce qui lui ferait perdre définitivement ses pouvoirs. Le jour du mariage, Chloé remarque cependant la bague de kryptonite dorée et la prend des mains de Lois. Par la suite, Clark parvient à enlever le symbole Omega que porte Oliver et ainsi détruire l'emprise que Darkseid a sur lui.
Partie 2 : Lionel a kidnappé Tess dans l'intention de transplanter son cœur dans le corps reconstitué de Lex, mais cette dernière arrive à se libérer, prend le pistolet du garde inconscient et tire sur Lionel. Darkseid arrive et Lionel, blessé, lui échange son âme contre la vie de Lex, ayant déjà fait un assemblage de différents organes de ses clones. Clark et Lois soupçonnent Lionel d'être derrière certaines machinations. Pour en avoir le cœur net, Clark part au manoir des Luthor et se retrouve finalement en face de Lex. Darkseid, quant à lui, a pris possession du corps de Lionel, et rejoint Clark entretemps revenu à la ferme, qui se rend compte enfin que les tests de Jor-El avaient été en fait tous les événements de sa vie. Clark accède à son pouvoir de vol et parvient ainsi à vaincre Darkseid. Pendant ce temps, Tess se rend à LuthorCorp et est poignardée par Lex, mais elle utilise une neurotoxine pour effacer tous les souvenirs de celui-ci avant de mourir. Clark se rend à la Forteresse de Solitude et a une ultime conversation avec Jor-El qui lui confirme que si ses pouvoirs lui viennent de sa nature kryptonienne, c'est sa nature humaine et sa manière d'être qui font de lui un héros. Il reçoit enfin le costume que Martha avait fait pour lui et il s'envole pour repousser Apokolips dans l'espace. En déplaçant Apokolips loin de la Terre, Clark apporte de l'espoir à l'humanité et les humains perdent la marque de Darkseid.
Sept ans plus tard, en 2018, Lex Luthor est devenu Président des États-Unis d'Amérique, Perry White est le rédacteur en chef du Daily Planet, le petit frère de Jimmy Olsen travaille comme photographe au Daily Planet, Chloé et Oliver ont eu un enfant, Lois travaille comme rédactrice au Daily Planet avec Olsen et Clark. Il est également révélé que Clark et Lois ne sont toujours pas mariés, mais qu’ils s’apprêtent enfin à concrétiser leur union.
- C'est le dernier épisode de Smallville. Il s'agit d'un double-épisode d'une durée de 85 minutes.
- Michael McKean a confirmé sur Twitter que c'est bien lui qui prête sa voix à Perry White dans les dernières minutes de la 2e partie.
- Chloé est de retour dans cet épisode.
- Tess, Lionel, Desaad, Granny Goodness, Gordon Godfrey et Darkseid décèdent au cours de cet épisode.
- C'est la deuxième fois que Lionel Luthor décéde dans la série
- Chloé n'est finalement jamais décédée en dépit du fait qu'elle n'existe pas dans l'univers DC . Sa mort avait pourtant été maintes fois anticipée dans les conclusions de saisons, d'abord simulée (final de la Saison 3), potentielle (final de la Saison 5) puis réelle (final de la Saison 6). Cosmic Boy évoquait son décès possible face à Doomsday qui expliquerait son inexistence dans le Futur (Saison 8) puis il y eut également sa disparition totale et nouvelle mort simulée durant la saison finale . Finalement, ce personnage "sans futur" est toujours bien présent et conclut la série.
- Le fils de Chloé et Oliver dans le futur est sans doute Connor, le fils d'Oliver dans les comics.
- Lorsque Lex se retrouve amnésique à son bureau, on peut voir le nom LuthorCorp au sommet de la tour s'effondrer, ce qui donne LexCorp.
- Le sauvetage de Lois dans l'avion par Superman fait référence au film Superman.
- L'épisode commence et se termine (presque) avec une scène où on voit Chloé lisant les aventures de Superman à son fils. C'est une autre référence au film avec Christopher Reeve.
- Lorsque Lex revient à Smallville, on peut remarquer qu'il porte la même tenue, mais aussi un gant, comme dans le dernier épisode de la saison 5 et le premier épisode de la saison 6.
- Le comic que lit Chloé porte le logo de DC Comics, éditeur du comic Superman.
- La partie 2 de cet épisode correspond au dernier épisode de la série. On remarque que Lionel est le premier personnage à parler. Cela fait référence au tout premier épisode de la série où déjà, Lionel était le premier à s'exprimer.
- Sur les neuf personnages principaux apparaissant au tout premier épisode de Smallville, six sont présents dans cet épisode final. On remarque la présence de Clark, Lex, Chloé, Lionel, Martha et Jonathan. Seuls Lana (visibles dans des flash-backs), Pete et Whitney manquent à l'appel.
- Tous les personnages principaux de la saison apparaissent dans cet épisode.
- Michael Rosenbaum revient in extremis après 3 saisons d'absence à la suite d'un départ précipité et imprévu, la demande pressante des fans pour son retour l'ayant convaincu ; la survie de son personnage était en effet indispensable à l'histoire de Superman
- Le retour de Lex Luthor était prédit discrètement dans plusieurs épisodes des saisons 8 et 9 , notamment via une prediction du Doctor Fate ou encore l'introduction de l'épisode final de la Saison 9 qui teasait un Président Luthor bien vivant dans le futur . La dernière saison, quant à elle, est dès le départ remplie de tentatives de ressusciter Lex Luthor via ces clones d'âges diverses ou bien la vision de Lex dans l'au-delà  où Clark atteri dans le premier épisode.
- Lois fait mention de l'équation de l'anti-vie, l'un des mythes de l'univers DC comics.
- La date de décès sur la pierre tombale de Jonathan Kent coïncide parfaitement à la date de diffusion américaine de l'épisode où il est mort (Saison 5 Épisode 12).
- C'est la première fois dans la série que Tess et Lex apparaissent ensemble dans une même scène (hors-clones joués par des interprètes d'ages différents), et ce malgré un lien très fort entre les deux personnages.
- Il existe deux versions de ce double-épisode : sous la forme d'un long-metrage d'1h20 sans coupure, comme dans l'édition DVD ,ou bien sous la forme de deux épisodes distincts avec chacun leur générique, et le résumé des épisodes précédents pour la deuxième partie ,où l'ont peut d'ailleurs y revoir les premiers échanges de Clark Kent avec Lex et Lana ,les deux principaux personnages à avoir quitté la série depuis . Cette version est disponible en streaming, notamment sur Prime Video
- L'acteur Aaron Ashmore revient dans un cameo final en tant que Jimmy Olsen, mais il ne s'agit pas cette fois du Henry James Olsen que l'on as connu et qui décèda dans la saison 8, mais de son jeune frère James Bartholomew Olsen, celui des comics et films , et qui etait apparu enfant à l'enterrement du premier, les deux ayant donc le même diminutif Jimmy  pour James . Ce qui s'avère finalement plus conforme à la différence d'âge entre le personnage original de DC et le duo Lois & Clark. Il y as donc trois personnages au physique identique dans la série puisque le frère jumeau de l'acteur, Shawn Ashmore, as joué un super-villain dans deux épisodes des premières saisons.
- Le thème de John Williams du film Superman a été utilisé dans la dernière minute de l'épisode.
- Tom Welling est enfin devenu Superman, qu'il refusait de jouer depuis neuf saisons (se contentant de jouer Clark Kent). Cependant, l'acteur as refusé jusqu'au bout de porter le célèbre costume, même si la réplique portée par Brandon Routh dans Superman Returns apparait plusieurs fois dans les bras de Welling ; on ne le voit donc jamais clairement en tant que Superman, le super-héros et son costume n'apparaissant que par l'intermédiaire de bref incrustations en images de synthèse très rapides . Lorsqu'il vole ,il est toujours vu de loin et de manière floue , à l'instar ironique de sa précédente identité secrète (le Flou) , et pour les gros plans serré du visage ,on peut apercevoir la cape rouge au logo jaune flotter en image de synthèse derrière lui. Enfin , pour le plan final , le logo est ajouté en CGI sur la poitrine de l'acteur.
- Dans le caméo de Smallville pour le crossover Crisis on Infinite Earths du Arrowverse, on peut voir que Clark Kent a abandonné ses pouvoirs grâce à la kryptonite dorée, se consacrant entièrement à sa vie de famille de façon "humaine". Tom Welling et Erica Durance ont donc exceptionnellement repris leurs rôles dans ce crossover, 8 ans plus tard .